# Wyschnyzja
Wyschnyzja (ukrainisch Вижниця; russisch Вижница Wischniza, deutsch Wiżnitz oder Wischnitz, rumänisch Vijnița oder Vișnița, polnisch Wyżnica) ist eine Rajonshauptstadt in der ukrainischen Oblast Tscherniwzi.

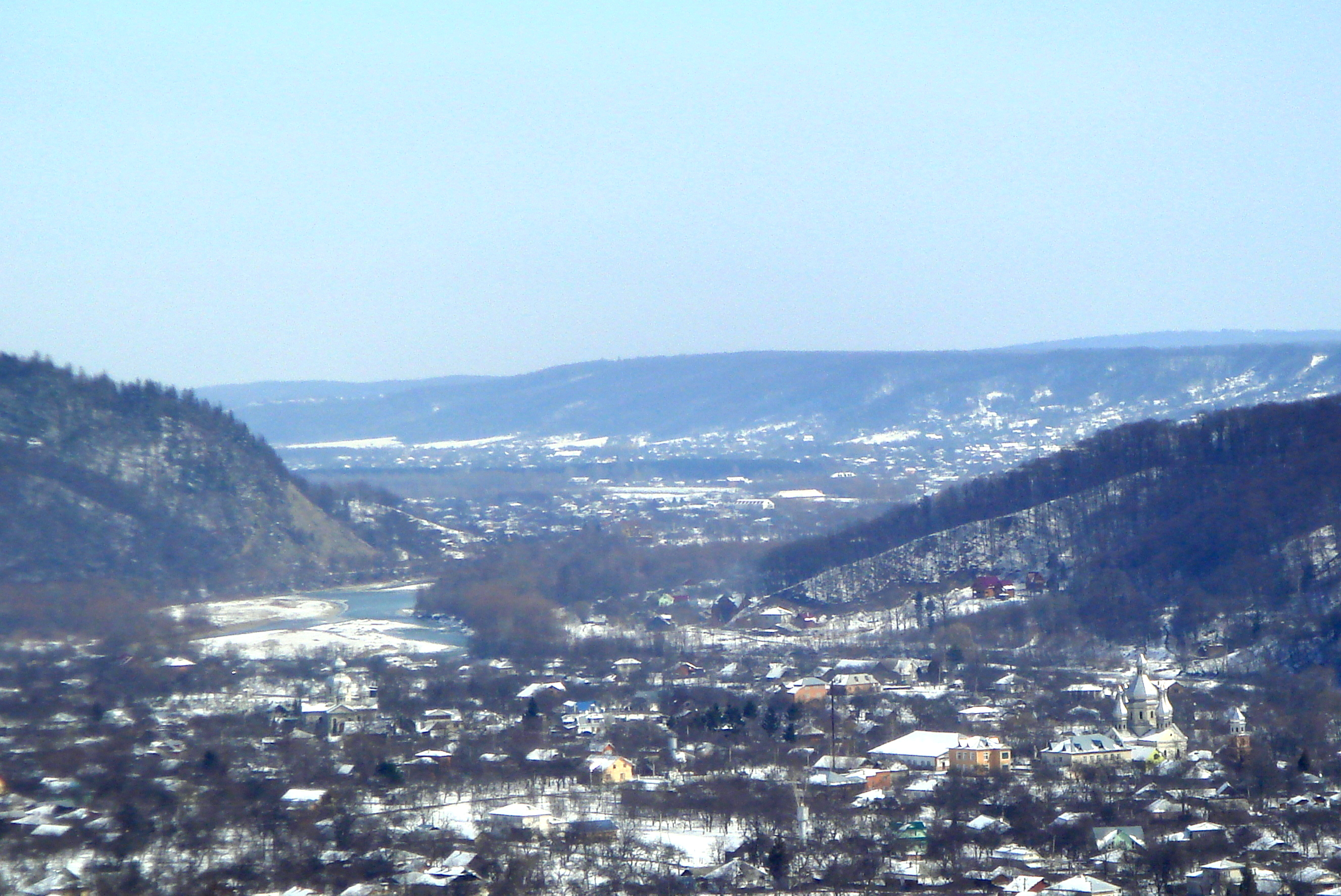
Blick auf den Ort im Winter

## Geographie
Wyschnyzja liegt am rechten Ufer des Tscheremosch, etwa 54 km westlich von Czernowitz. Auf der gegenüberliegenden Uferseite des Tscheremosch liegt die Siedlung städtischen Typs Kuty.

## Geschichte
Die Stadt wurde vermutlich schon 1158 erwähnt, zur ersten zweifelsfreien Erwähnung kommt es 1501 in einer Moldauischen Chronik. 1514 bis 1574 war der Ort von den Türken besetzt, danach gehörte er bis 1774 zum Fürstentum Moldau. Von 1774 bis 1918 war er ein Teil des Kaisertums Österreich (ab 1849 Teil des Kronlandes Bukowina).
Ende des 18. Jahrhunderts war die Waldwirtschaft ein bedeutender Wirtschaftsfaktor des Ortes, 1855 wurde der damalige Marktflecken zum Sitz einer Bezirkshauptmannschaft ernannt. Wichtig für die wirtschaftliche Entwicklung war die Eröffnung der Lokalbahn Nepolokoutz–Wiznitz der Neuen Bukowinaer Lokalbahn-Gesellschaft am 7. Juli 1898, die ihren Endbahnhof im Ort hatte.
Im Sommer 1909 ereignete sich im Ort eine Brandkatastrophe, bei der 103 Häuser niederbrannten.
Nach dem Ende des Ersten Weltkriegs kam der Ort zu Rumänien, zum Kreis Storojineț, und wurde Grenzstadt zu Polen. Zwischen 1930 und 1944 bestand eine kombinierte Eisenbahn- und Straßenbrücke aus Holz über den damaligen Grenzfluss Tscheremosch in die zu der Zeit polnische Schwesterstadt Kuty. Über diesen Grenzübergang trat die polnische Staatsführung nach dem deutschen Überfall 1939 zusammen mit einer großen Anzahl von Soldaten und Zivilisten ihr Exil an. 1940 erhielt Wyschnyzja die Stadtrechte. Im Zuge der Annexion der Nordbukowina am 28. Juni 1940 wurde sie ein Teil der Ukrainischen Sozialistischen Sowjetrepublik innerhalb der Sowjetunion. Zwischen 1941 und 1944 gehörte die Stadt wiederum zu Rumänien und ist heute ein Teil der seit 1991 unabhängigen Ukraine.
Im Ort gab es eine starke jüdische Einwohnerschaft, die die Geschichte und das Gesicht von Wyschnyzja stark prägten. Der Großteil wurde im Zweiten Weltkrieg getötet oder vertrieben.
In Wyschnyzja wurde die chassidische Wischnitz-Bewegung gegründet. Neben deren Synagoge baute die jüdische Reformgemeinde eine eigene Synagoge.

## Verwaltungsgliederung
Am 16. September 2016 wurde die Stadt zum Zentrum der neu gegründeten Stadtgemeinde Wyschnyzja (Вижницька міська громада/Wyschnyzka miska hromada). Zu dieser zählen auch die 5 in der untenstehenden Tabelle aufgelistetenen Dörfer; bis dahin bildete sie die Stadtratsgemeinde Wyschnyzja (Вижницька міська рада/Wyschnyzka miska rada) im Rajon Wyschnyzja.
Folgende Orte sind neben dem Hauptort Wyschnyzja Teil der Gemeinde:
| Name                     | Name            | Name                           | Name               | Name          |
| ukrainisch transkribiert | ukrainisch      | russisch                       | rumänisch          | deutsch       |
| ------------------------ | --------------- | ------------------------------ | ------------------ | ------------- |
| Bahna                    | Багна           | Багна (Bagna)                  | Bahna              | Bahna         |
| Ispas                    | Іспас           | Испас                          | Ispas              | Ispas         |
| Kybaky                   | Кибаки          | Кибаки (Kibaki)                | Chibachi           | Kibak         |
| Majdan                   | Майдан          | Майдан (Maidan)                | Maidan-Ispas       | Majdan        |
| Milijewe                 | Мілієве         | Милиево (Milijewo)             | Milie              | Millie        |
| Serednij Majdan          | Середній Майдан | Средний Майдан (Sredni Maidan) | Maidanul de Mijloc | Mihowa-Majdan |
| Tschereschenka           | Черешенька      | Черешенка                      | Cireşel            | Czereszenka   |
| Tschornohusy             | Чорногузи       | Черногузы (Tschernogusy)       | Ciornohuzi         | Czornohuzy    |
| Wyschenka                | Виженка         | Виженка (Wischenka)            | Vijnicioara        | Wiżenka       |

## Persönlichkeiten

### Söhne und Töchter der Stadt
- Theodor Tarnawski (1859–1914), rumänischer Theologe
- Emil Kläger (1880–1936), Journalist und Schriftsteller
- Isaac Schreyer (1890–1948), Schriftsteller und Übersetzer
- Adolf Dauber (1894–1950), Violinist, Kapellmeister und Komponist
- Otto Preminger (1905–1986), Filmregisseur
- Robert Flinker (1906–1945), Schriftsteller
- Markus Max Fischer (1909–1962), Schauspieler und Regisseur[6]
- Josef Burg (1912–2009), Schriftsteller
- Martin Katz (1919–2013), Theaterdirektor in München, Autor

### Ehrenbürger
- Oktavian Regner von Bleyleben (1866–1945), österreichisch-ungarischer Verwaltungsjurist[7]